# St. Michael (Obermerzbach)

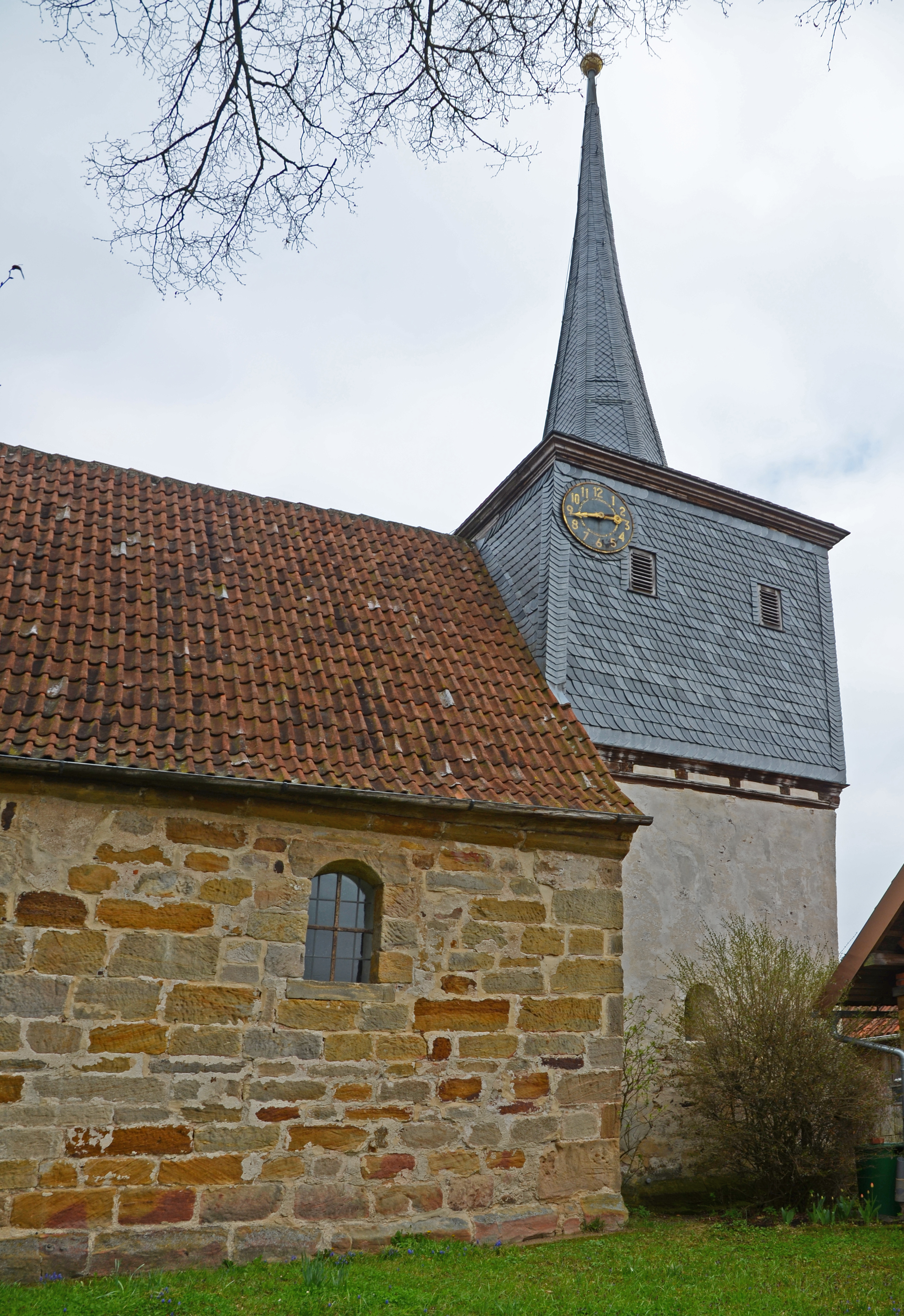
Außenansicht

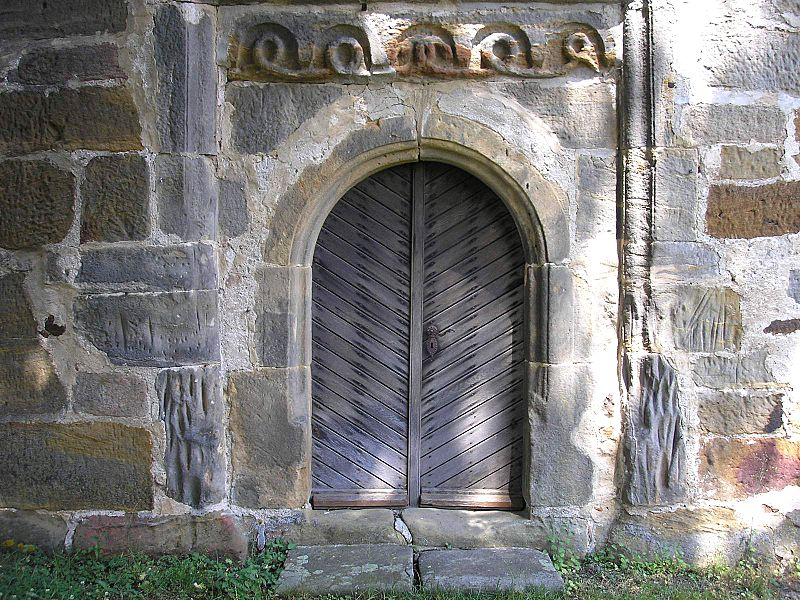
Das romanische Portal

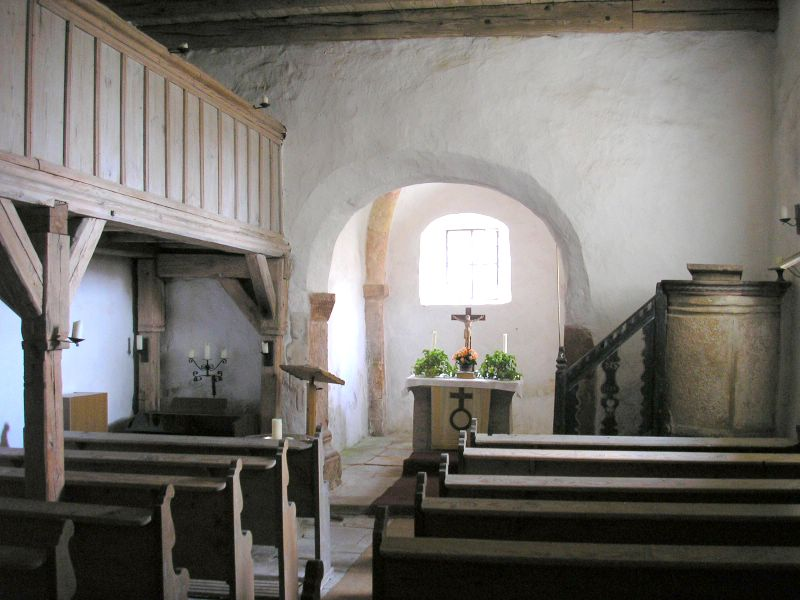
Innenansicht nach Osten

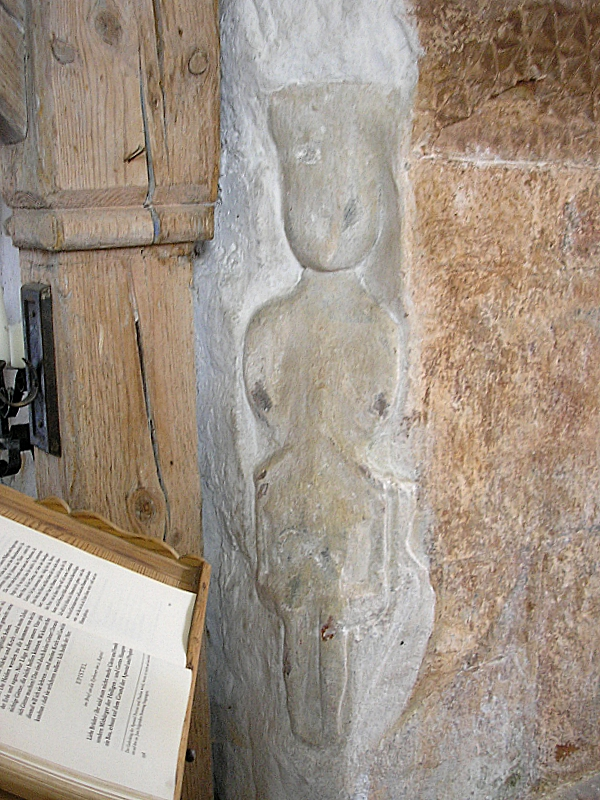
Die romanische Skulptur am Chorbogen

Die kleine evangelisch-lutherische Filialkirche St. Michael ist der Mittelpunkt des Untermerzbacher Gemeindeteiles Obermerzbach im Landkreis Haßberge (Unterfranken).
Die romanische Chorturmkirche gilt als einer der ältesten erhaltenen Sakralbauten in Unterfranken.

## Geschichte
Der älteste Teil der wahrscheinlich im 12. und 13. Jahrhundert erbauten Kirche dürfte das Untergeschoss des Chorturmes sein, dem wenig später das rechteckige Langhaus angefügt wurde. Die erste urkundliche Erwähnung des kleinen Gotteshauses stammt aus dem Jahr 1232. Von Anfang an war die Kirche eine Filiale der Pfarrkirche des nahen Untermerzbach, die bereits 1225 erstmals erwähnt wurde. Unter Kunz II. von Rotenhan wurden Ober- und Untermerzbach im 16. Jahrhundert evangelisch.
Die Obergeschosse des Chorturms entstanden gegen 1615 (Inschrift am Westgiebel) in Fachwerkbauweise und wurden mit einem schiefergedeckten Spitzhelm bekrönt. 1693 renovierte man die Kirche und baute eine schlichte Empore ein.
Von 1950 bis 1953 wurde die Kirche umfassend renoviert und am 18. September 1953 wieder geweiht. In den Jahren 1982 und 1983 fand eine weitere große Sanierung statt, 1984 wurde eine neue Turmuhranlage angebracht. Die Sanierungsarbeiten kosteten insgesamt 224.980 Deutsche Mark, umgerechnet etwa 110.000 Euro.
Gegenwärtig finden dort nur gelegentlich Gottesdienste oder Trauungen statt, der Kirchenraum ist tagsüber zur Besichtigung geöffnet.

## Beschreibung
Die Kirche steht etwas erhöht über der Dorfstraße auf 279 m ü. NN. Das unverputzte Langhaus (ca. 10,5 × 6 m) aus regelmäßigen Sandsteinquadern ist durch ein rundbogiges Portal zugänglich, dessen Laibung im 17. Jahrhundert erneuert wurde. Das Portal liegt innerhalb einer rechteckigen, profilierten Blende, die von einem romanischen Rundbogenfries abgeschlossen wird. In den Bögen dieses Frieses ringeln sich zwei Schlangen, die in der Mitte gegenseitig ihre Häupter verschlingen. Zu beiden Seiten der Portalblende befinden sich für mittelalterliche Kirchen charakteristische Wetzrillen, die wohl durch das Abschaben von „heilkräftigem“ Steinpulver entstanden sein dürften.
Der Chor trägt einen verschieferten Fachwerkaufbau von 1615 und einen achteckigen Spitzhelm auf einem flachen Walmdach vom Anfang des 19. Jahrhunderts.
Den eingezogenen, nahezu quadratischen Chor überspannt ein archaisches Kreuzrippengewölbe mit Rippen aus einem schweren, halbrunden Wulst. Auffällig ist das Fehlen des Schlusssteines, der offensichtlich herausgeschlagen wurde. Der rundbogige Chorbogen ruht auf Wandpfeilern mit attischen Basen und schrägen Kämpferplatten. Die nördliche Kämpferschräge ist mit einem Muster aus eingemeißelten Dreiecken verziert. Eine stark abgestoßene Figur wird im Inventarband als Mann gedeutet, der einen zweiten auf der Schulter trägt. Verbreiteter ist jedoch die Deutung der Darstellung als Mutter Gottes mit dem Kind. Die einfache Kanzel und der Taufstein entstanden um 1615, die Emporen der West- und Nordseite wohl bei der Renovierung im Jahre 1693.